# Endre Högyes

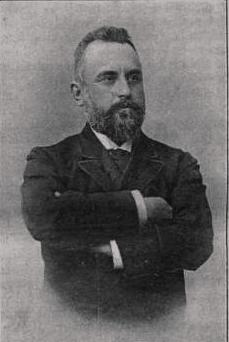
Endre Högyes

Endre Högyes (* 30. November 1847 in Hajdúszoboszló; † 8. September 1906 in Budapest) war ein ungarischer Mediziner.
Högyes studierte Medizin an der Universität Budapest und lehrte später dort und an der Universität Kolozsvár.
Er forschte, lehrte und publizierte auf zahlreichen Gebieten, so untersuchte er u. a. den Mechanismus der Augenbewegungen. Im Bereich der Immunologie zählt er zu den Gründern des ungarischen Pasteur-Instituts. Er verbesserte die von Louis Pasteur entwickelte Tollwutimpfung.    